# Kuma (Ehime)
El Pueblo de Kuma (久万町 Kuma-chō?) fue un pueblo que se encontraba ubicado en el Distrito de Kamiukena en la Región de Chuyo (中予地方 Chūyo-chihō?) de la Prefectura de Ehime. Debido a una fusión, actualmente forma parte del Pueblo de Kumakogen.

## Características
Se desarrolló como centro administrativo y económico del Distrito de Kamiukena. Concentrando dependencias del Distrito, de la Prefectura, Departamento de Policía, terminal de autobuses e instalaciones de uso común del Distrito.
El 1° de agosto de 2004, se fusiona con los pueblos de Mikawa, Omogo y Yanadani, todas del Distrito de Kamiukena, formando el Pueblo de Kumakogen.
Antes de producirse la fusión limitaba con la Ciudad de Matsuyama, los pueblos de Tobe y Hirota (ambos actualmente forman parte del nuevo Pueblo de Tobe del Distrito de Iyo), los pueblos de Mikawa y Omogo (en la actualidad son parte del Pueblo de Kumakogen del Distrito de Kamiukena), el Pueblo de Oda del Distrito Kamiukena (hoy en día es parte del Pueblo de Uchiko del Distrito de Kita), y los pueblos de Shigenobu y Kawauchi del extinto Distrito de Onsen (ambos conforman la actual Ciudad de Toon).
En 1991 en este pueblo se realizaron grabaciones para la serie de televisión Historia de Amor de Tokio (東京ラブストーリー Tōkyō Rabu Stōrī?).

## Accesos
Las principales vías de acceso fueron las rutas nacionales 33 y 380.

## Gobierno
Chocho (町長 Chōchō?)
- Osamu Kono (河野修 Kōno Osamu?)
- Toshikiyo Tamamizu (玉水寿清 Tamamizu Toshikiyo?) (último Chocho)